# Pavle Jereb
Pavle Jereb, slovenski častnik, veteran vojne za Slovenijo.
Podpolkovnik Jereb je višji pripadnik SV.

## Vojaška kariera
- poveljnik učne enote, 10. MOTB (2002)
- namestnik poveljnika 12. gardnega bataljona SV (1997-?)

## Odlikovanja in priznanja
- bronasta medalja generala Maistra z meči
- spominski znak Obranili domovino 1991